# Pinaropappus
Pinaropappus là một chi thực vật có hoa trong họ Cúc (Asteraceae).

## Loài
Chi Pinaropappus gồm các loài:
- Pinaropappus diguetii McVaugh - Jalisco
- Pinaropappus junceus A.Gray - Sonora
- Pinaropappus mojadanus B.L.Turner - Coahuila
- Pinaropappus multicaulis Brandegee - San Luis Potosí
- Pinaropappus parvus S.F.Blake -  Chihuahua, Hoa Kỳ (TX NM)
- Pinaropappus pattersonii B.L.Turner - Nuevo León
- Pinaropappus pooleanus B.L.Turner - Chihuahua
- Pinaropappus powellii B.L.Turner - Coahuila
- Pinaropappus roseus (Less.) Less. -  Hoa Kỳ (TX NM OK AZ), México (từ Chihuahua tới Oaxaca)
- Pinaropappus spathulatus Brandegee - Guatemala, Chiapas, Veracruz, Puebla